# Battaglia di Nakatomigawa
La battaglia del fiume Nakatomi (中富川の戦い?, Nakatomigawa no tatakai) fu combattuta il 27 e 28 agosto 1582 tra i clan Chōsokabe e Miyoshi.
Il clan Sogō, vassallo dei Miyoshi, cercò di resistere alla conquista dell'isola di Shikoku da parte di Chōsokabe Motochika. Le due armate si scontrarono tra le rive del fiume Nakatomi il 27 agosto, con i Chōsokabe in netto vantaggio numerico che contava 23 000 uomini. L'armata Sogō era guidata da Azakawa Sōden e Shichijō Kanenaka.
Il 28 agosto Motochika ordinò l'attraversata del fiume e una carica totale alle linee Sogō che vennero sconfitte dopo feroci combattimenti. Sia Sōden che Kanenaka vennero uccisi negli scontri.